# هومبيرتو توليدو
هومبيرتو توليدو (بالإسبانية: Humberto Toledo)‏ مواليد 10 أغسطس 1979 في الإكوادور، هو ملاكم محترف إكوادوري يصنف ضمن فئة وزن الوسط.

## إحصائيات
خاض خلال مسيرته 55 نزالا، فاز في 41 وتعادل في 2 وخسر في 12. فاز بالضربة القاضية في 25 نزالا.

## روابط خارجية
- هومبيرتو توليدو على موقع بوكس ريك (الإنجليزية) (registration required)